# Атике-султан (дочь Ахмеда III)
Атике́-султа́н (тур. Atike Sultan, осман. عتیقه سلطان‎; 1712, Стамбул — 2 апреля 1737, Стамбул) — дочь османского султана Ахмеда III и сестра султанов Мустафы III и Абдул-Хамида I.

## Биография
Атике-султан родилась в 1712 году в Стамбуле, она была дочерью султана Ахмеда III, но имя её матери неизвестно. 
В марте 1724 года Атике-султан была выдана замуж за Невшехирли Мехмеда-пашу, сына великого визиря Невшехирли Ибрагима-паши от первой супруги. В источниках сохранились упоминания о том, что свадебные церемонии были проведены также у двух её сестёр Уммюгюльсюм-султан и Хатидже-султан. 20 февраля 1724 года свадебные подарки, подаренные Мехмедом-пашой, были перевезены из дворца великого визиря в Императорский дворец и в тот же день были заключены брачные контракты трёх сестёр. 
13 марта приданое, а 16 марта саму Атике перевезли из дворца Топкапы во дворец Чагалоглу. У супругов, по крайней мере, был один сын султанзаде Фулан-бей.
Атике-султан умерла 2 апреля 1737 года в очень молодом возрасте — на момент смерти ей было 24 или 25 лет. Её тело было похоронено в тюрбе Новой мечети.